# Hierochthonia semitaria
Hierochthonia semitaria är en fjärilsart som beskrevs av Rudolf Püngeler 1902. Hierochthonia semitaria ingår i släktet Hierochthonia och familjen mätare. Inga underarter finns listade i Catalogue of Life.